# Мурдонно дхо
Дхо, Дхокар, Мурдхонно дхо — ঢ, 25-я буква бенгальского алфавита, обозначает церебральный придыхательный переднеязычный звонкий взрывной согласный (бенг. мурдхонно - церебральный). Произносится похоже на d в английском словосочетании old-house. Название Мурдхонно — ретрофлексный — отражает утраченную в современном языке особенность произношения, сейчас современное произношение является скорее зубно-альвеолярным.
Добавление диакритического знака ◌় превращает дхо в букву рхо: ঢ + ◌় = ঢ়.

## Лексика
- Дхол (дхолак) — барабан.
- Дакка — столица Бангладеш.